# Borów (gmina w województwie zielonogórskim)

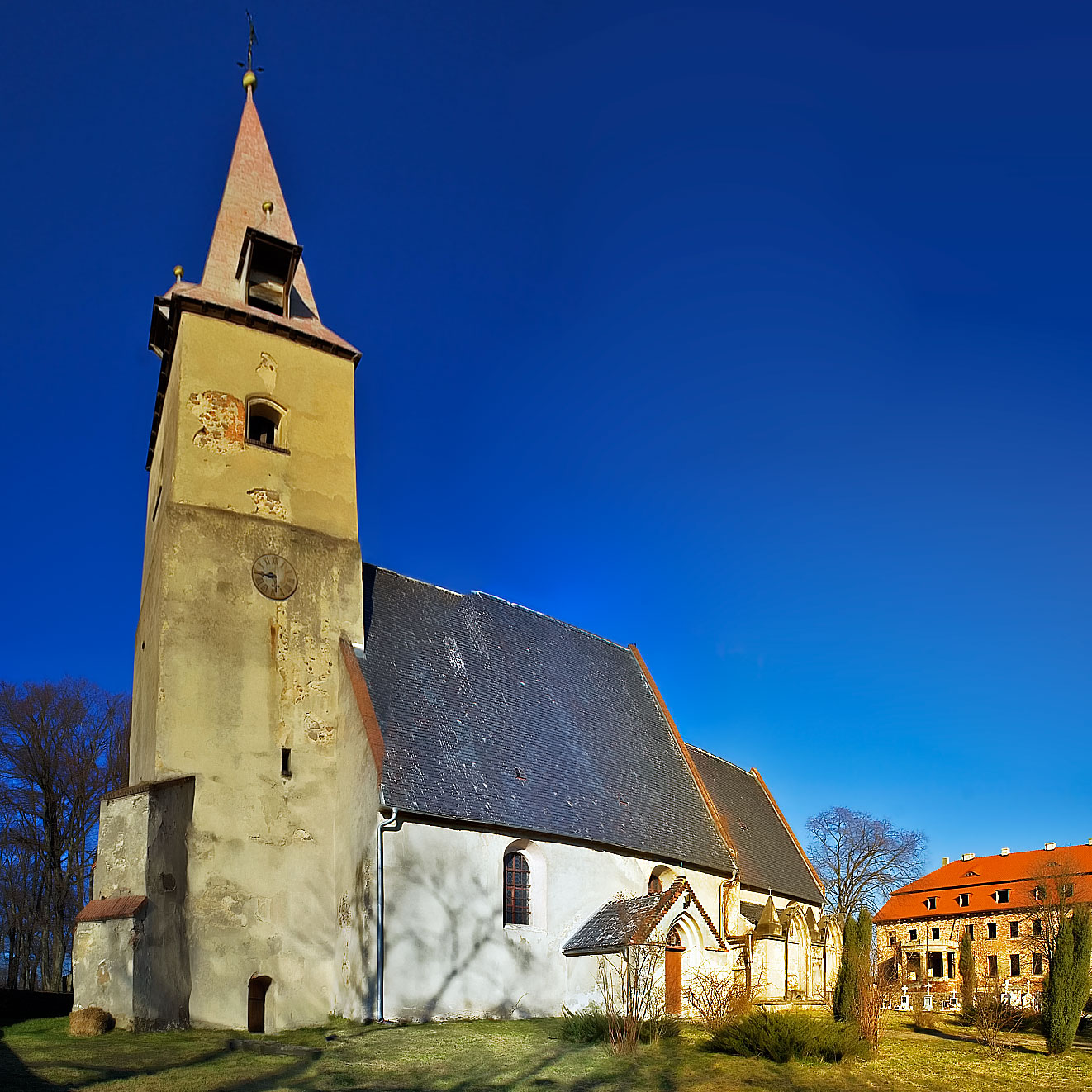
Kościół w Borowie Wielkim

Borów (pod koniec Solniki) – dawna gmina wiejska istniejąca w latach 1946–1954 w woj. wrocławskim i woj. zielonogórskim (dzisiejsze woj. lubuskie). Siedzibą władz gminy był Borów (obecna nazwa to Borów Wielki).
Gmina Borów powstała po II wojnie światowej (1945) na terenie tzw. Ziem Odzyskanych (tzw. II okręg administracyjny – Dolny Śląsk). 28 czerwca 1946 gmina – jako jednostka administracyjna powiatu kożuchowskiego – weszła w skład nowo utworzonego woj. wrocławskiego. 6 lipca 1950 gmina wraz z całym powiatem kożuchowskim weszła w skład nowo utworzonego woj. zielonogórskiego. 24 kwietnia 1953 zmieniono nazwę powiatu kożuchowskiego na nowosolski.
Według stanu z 1 lipca 1952 gmina składała się z 8 gromad: Borów, Borów Polski, Lasocin, Nieciecz, Popęszyce, Solniki, Stypułów i Szyba.
Pod koniec istnienia nazwę gminy zmieniono na Solniki.
Gmina została zniesiona 29 września 1954 wraz z reformą wprowadzającą gromady w miejsce gmin. Jednostki nie przywrócono 1 stycznia 1973 wraz z kolejną reformą reaktywującą gminy.